# Krystyna Sadowska-Nizowicz
Krystyna Sadowska-Nizowicz (ur. 3 grudnia 1945, zm. 16 czerwca 2012) – polska piosenkarka, wokalistka grupy wokalnej Filipinki. 

## Życiorys
Była uczennicą Technikum Handlowego w Szczecinie, gdzie z inicjatywy Jana Janikowskiego powstał w 1959 zespół Filipinki. Występowała w podstawowym składzie zespołu do czerwca 1969. Śpiewała kontraltem, często w duecie z Iwoną Racz-Szczygielską jako pierwsze głosy, np. w piosenkach Filipinek Batumi (1963, muz. Artemi Ajwazjan, sł. Ola Obarska) i Paderewski Street (1966, muz. Jan Janikowski, sł. Włodzimierz Patuszyński). W 1967 jej mężem został piosenkarz Aleksander Nizowicz, z którym pozostała związana do końca życia. Po odejściu z zespołu skupiła się na wychowaniu córki Magdy, a później drugiej córki – Anny.  W drugiej połowie lat 70. rozpoczęła pracę w szczecińskim Peweksie, a później w Instytucie Czeskim, z którym pozostała związana aż do likwidacji placówki. Zmarła po ciężkiej chorobie w czerwcu 2012. Pochowana została na cmentarzu Centralnym w Szczecinie (kwatera 43c).